# Заліщук Світлана Петрівна
Світлана Петрівна Заліщук (нар. 24 жовтня 1982, Жашків, Черкаська область, УРСР) — українська політична діячка, дипломатка, громадська активістка, журналістка й правозахисниця. Посолка України у Швеції. Народна депутатка України 8-го скликання, членкиня Комітету з питань закордонних справ, голова Підкомітету з питань євроатлантичного співробітництва та євроінтеграції; засновниця громадсько-політичного руху #дійзнами. В минулому членкиня Політичної ради партії «Демократичний альянс».
Штатна радниця прем'єр-міністра Олексія Гончарука з питань зовнішньої політики. Учасниця Євромайдану.

## Життєпис
У 2006 році закінчила Київський національний університет імені Тараса Шевченка, Інститут журналістики та здобула диплом магістра. 2008 — стипендіатка Програми Джона Сміта (Велика Британія), де вивчала функціонування демократичних інститутів. 2011 — учасниця стажування в Draper Hills Summer Fellowship (Стенфорд).
21 липня 2018 року одружилася з британським юристом (королівським адвокатом) Вейном Джордашем.

## Професійна діяльність
- 2001—2003 — головна редакторка національного студентського журналу «Світ комунікації».
- 2003 — журналістка Першого національного радіоканалу в Україні, яке висвітлювало актуальні політичні та культурні проблеми.
- 2002—2004 — журналістка, редакторка TOB «Перспектива ТБ».
- 2004—2005 — кореспондентка-міжнародниця на «5-му каналі».
- Червень — вересень 2005 — прессекретарка Віцепрем'єр-міністра України, Секретаріат Кабінету Міністрів України.
- 2005—2006 — голова медіапростору департаменту інформаційно-аналітичної роботи Інформаційної служби відділу аналізу Секретаріату Президента України.
- 2006—2009 — заступниця начальника штабу радника Президента з питань європейської та євроатлантичної інтеграції.
- 2012 — співавторка та ведуча телепроєкту на телеканалі TVi «Вибори 2012: З іншого боку», присвяченого парламентським виборам в Україні.
- З 2009 — позаштатна журналістка для різних українських ЗМІ і соціальних мереж, включаючи друковані ЗМІ; «Новое время», «Українська правда», «Деловая столица», журнал «Волонтер».

## Громадська діяльність
- 2006—2008 — активістка ГО «Фундація „Суспільність“».
- 2006—2009 — керівниця проєктів Асоціації «Спільний простір».
- З 2009 — співзасновниця і виконавча директор ГО «Центр UA».

Фокусування на реформуванні ЗМІ і боротьбі з корупцією.
- 2009—2014 — засновниця громадського партнерства «Новий Громадянин».
- 2010—2014 — засновниця та членкиня журналістського руху «Стоп цензурі!».
- 2011—2014 — співзасновниця і координаторка руху «Чесно».
- 2014 — співзасновниця ініціативи «Реанімаційний пакет реформ».
- 2013—2014 — активна учасниця Євромайдану.

## Парламентська діяльність
- З 27 листопада 2014 — Народна депутатка України 8-го скликання. Обрана від партії «Блоку Петра Порошенка» по партійному списку (№ 18)[6]. Голова підкомітету з питань євроатлантичного співробітництва та євроінтеграції Комітету Верховної Ради України у закордонних справах[6].
- З липня 2014 — членкиня координаційного комітету «Світовий рух за демократію», заснованого Національним фондом на підтримку демократії.
- З грудня 2014 — членкиня парламентського міжфракційного об'єднання «Рівні можливості»[7], що просувало гендеру тематику.

У 2015 році Світлана Заліщук разом із Сергієм Лещенком стали першими депутатами в Україні, які публічно приєдналися до ЛГБТ-прайду.
- З лютого 2015 — членкиня міжфракційної парламентської групи «Єврооптимісти», що об'єднує ряд представників партій «БПП», «Народний фронт», «Самопоміч» і «Батьківщина».[9]

Також є співзасновницею платформи «Відкритий парламент» в Україні в рамках Партнерства з ООН «Відкритий уряд».
- З грудня 2015 — членкиня робочої групи, яка займалася проведенням Антикорупційного форуму. Надалі разом з низкою депутатів БПП, Батьківщини та Одеської облради увійшла в координаційну раду «Руху за очищення» голови Одеської обласної адміністрації Михайла Саакашвілі.[11] Влітку 2016 року на його основі виникло дві політичні групи, в результаті скоординувавшись навколо партії «Демократичний альянс» і колишніх заступників генпрокурора Давида Сакварелідзе і Віталія Каська.
- Липень 2016 — членкиня партії «Демократичний альянс» разом з Найємом і Лещенко, на чотири місяці була обрана співголовою разом з ними і Василем Гацьком.[11][12]
- Січень 2015 — січень 2017 — членкиня Парламентської асамблеї Ради Європи (ПАРЄ), де працювала в Комітеті з протидії дискримінації і дотримання рівності, а також заступницею члена Комітету з питань культури, науки, освіти та ЗМІ.
- Січень 2015 — січень 2017 — заступниця члена Української частини Парламентського комітету асоціації[13].
- Січень — квітень 2019 — радниця з міжнародних питань кандидата у президенти Анатолія Гриценка, номінована на посаду Міністра закордонних справ [Архівовано 7 червня 2019 у Wayback Machine.].
- Кандидатка у народні депутати на парламентських виборах 2019 року, самовисування (виборчий округ № 199, Черкаська область).[14][15]

## Освітня діяльність
- З 2009 — лекторка Інституту журналістики Київського національного університету імені Тараса Шевченка.

Також є лекторкою в іноземних університетах, в тому числі в США (Університет Джорджа Вашингтона) і по всій Європі (в Оксфорді, Вільному університеті Берліна, Університеті Гумбольдта, Університеті Потсдама, Вільнюському університеті тощо).
Є спікеркою на різних міжнародних та регіональних форумах (включно ООН, Рада Європи, Парламент ЄС, Мюнхенська конференція з безпеки тощо), присвячених зовнішній політиці, безпеці та демократії.

## Відзнаки та нагороди
- 2013 — визнана однією з нових лідерів України у проєкті «40 under 40 Ukrainians [Архівовано 28 квітня 2017 у Wayback Machine.]».
- 2014—2018 — визнана однією з «100 найвпливовіших жінок України»[17][18][19].
- 2016 — «найвідважніша» жінка Мюнхенської конференції з безпеки за версією німецької газети Bild[20].
- 2016 — нагороджена Премією Анни Лінд (на честь колишньої міністерки закордонних справ Швеції). Це міжнародна відзнака правозахисників, яку присуджують молодій людині, що «бореться з байдужістю, забобонами, пригніченням і несправедливістю задля поліпшення життя людства» (попередні переможці — Аміра Хасс і Мадлен Олбрайт)[21].